# Мендзылесский замок
Мендзылесский замок (пол. Zamek w Międzylesiu, нем. Schloss Mittelwalde) — замково-дворцовый комплекс, расположенный в городе Мендзылесе в Клодзском повяте Нижнесилезского воеводства в Польше. Состоит из трех крыльев: средневекового ренессансного замка и двух крыльев дворца в стиле барокко.

## История
Замок был построен в 1370 году на месте более ранних оборонительных укреплений. Он служил резиденцией рыцарского рода Глаубицев и был уничтожен во время гуситских войн. В 1580—1590 годах род Чирнгаузов на месте замка соорудил ренессансную усадьбу, возможно, используя средневековые фрагменты, с включением частично сохранившейся башни первоначального замка. К двум крыльям в 1614—1622 годах были добавлены еще два — южное и восточное. В XVII веке здание было дважды повреждено — сначала во время Тридцатилетней войны, позже в результате городского пожара. В 1686—1695 годах, во время господства рода Альтганнов, которые владели майоратом в Мендзылесе с 1653 года, к зданию была пристроена новая часть в стиле барокко, которую спроектировал итальянский архитектор Якоб Карова. Эта часть состояла из двух новых крыльев, созданный двор замыкали стены. В XIX веке здание было отреставрировано, во время Второй мировой войны оно практически не получило повреждений. В дальнейшем замок был превращен в развлекательный центр. В 1974 году в замке был пожар.

## Архитектура
Весь комплекс состоит из двух частей: старой — ренессансной, сгруппированной вокруг небольшого двора, к которой принадлежит башня, и более поздней — барочной, имеющей два крыла с цилиндрическими сводами и лепные декорации внутри. К эпохе ренессанса также относится въездная брама с художественно изготовленным порталом и фрагментами декораций-сграффито на внешних фасадах.

## Галерея

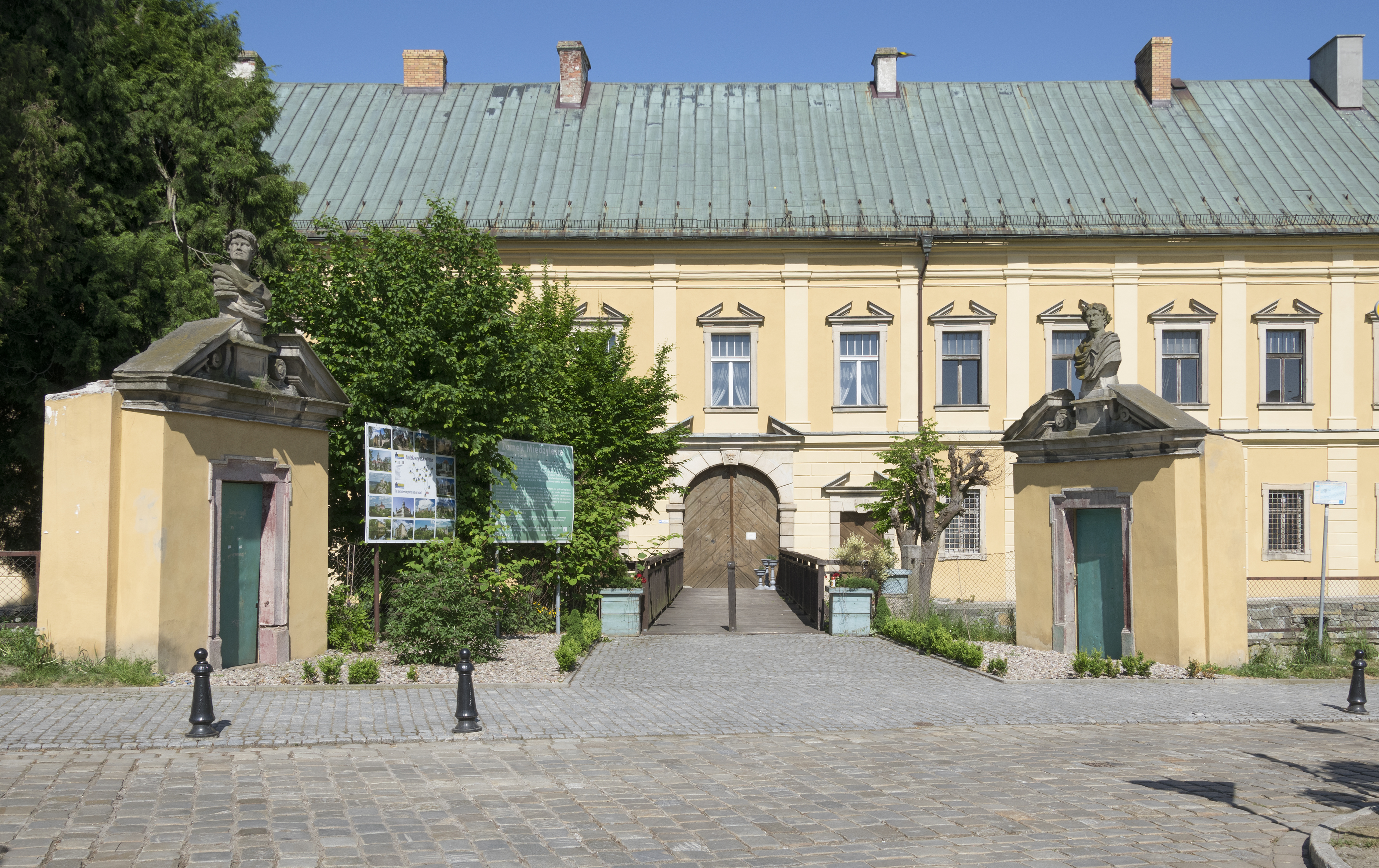
Главный вход в замок
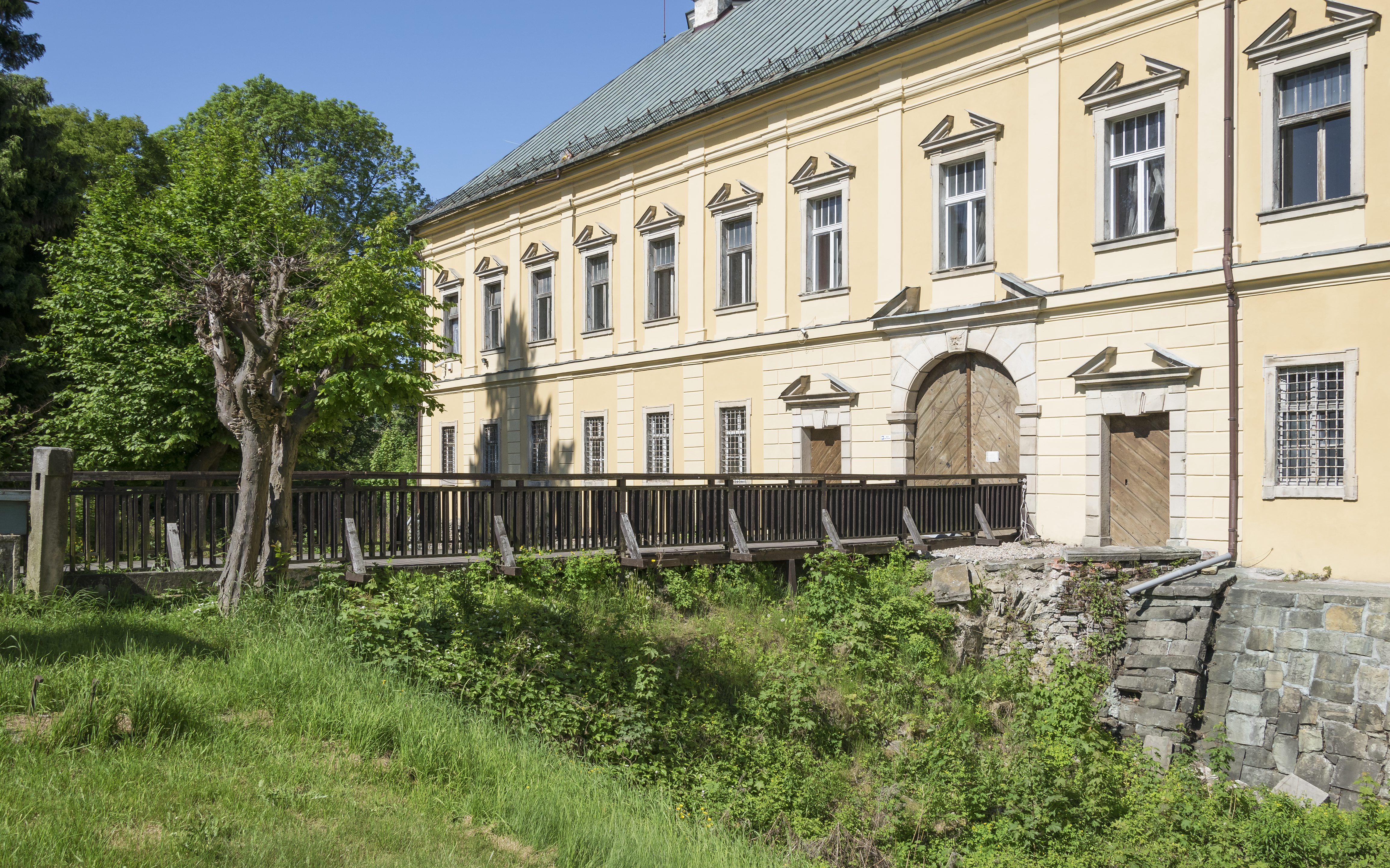
Мост
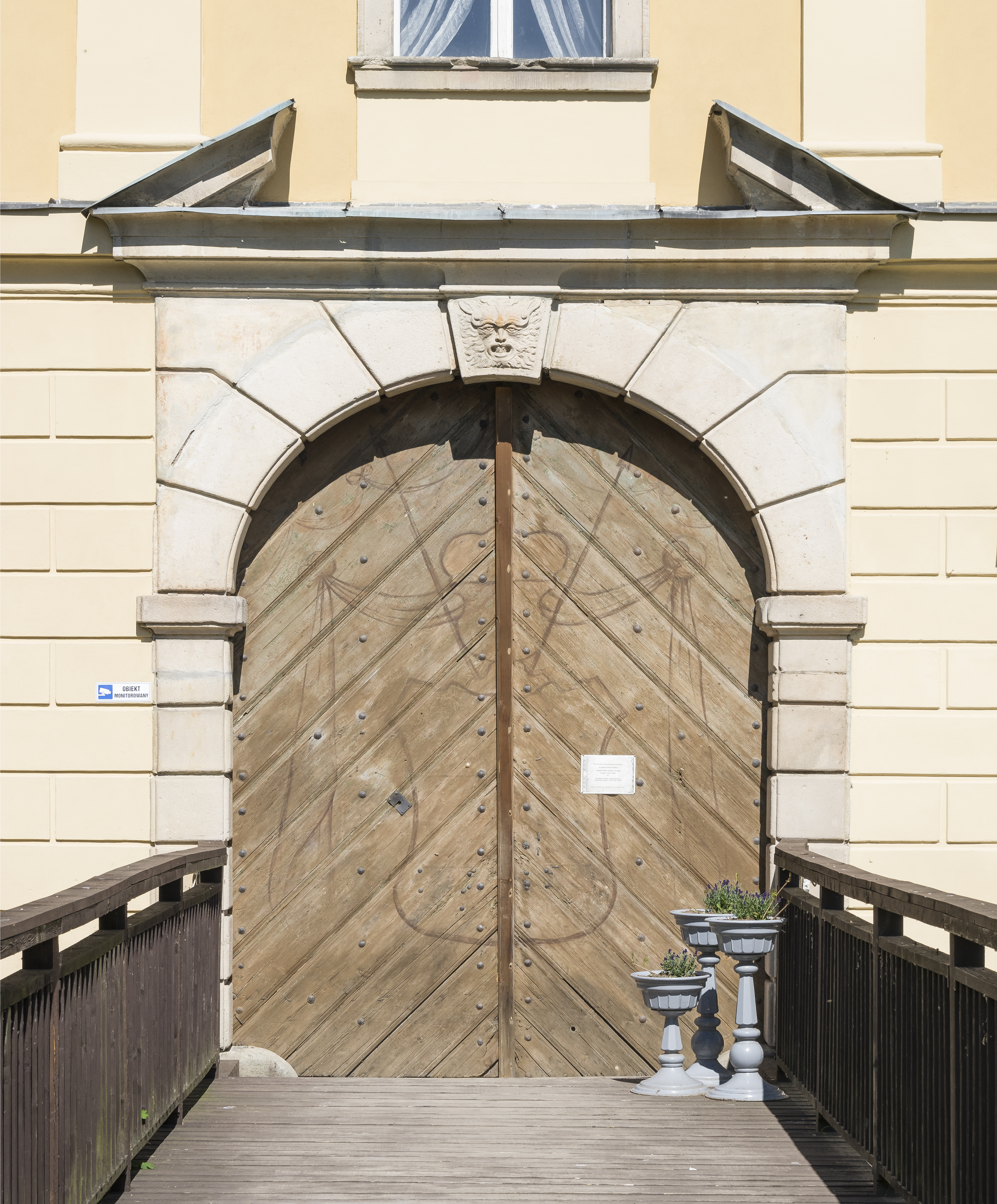
Портал
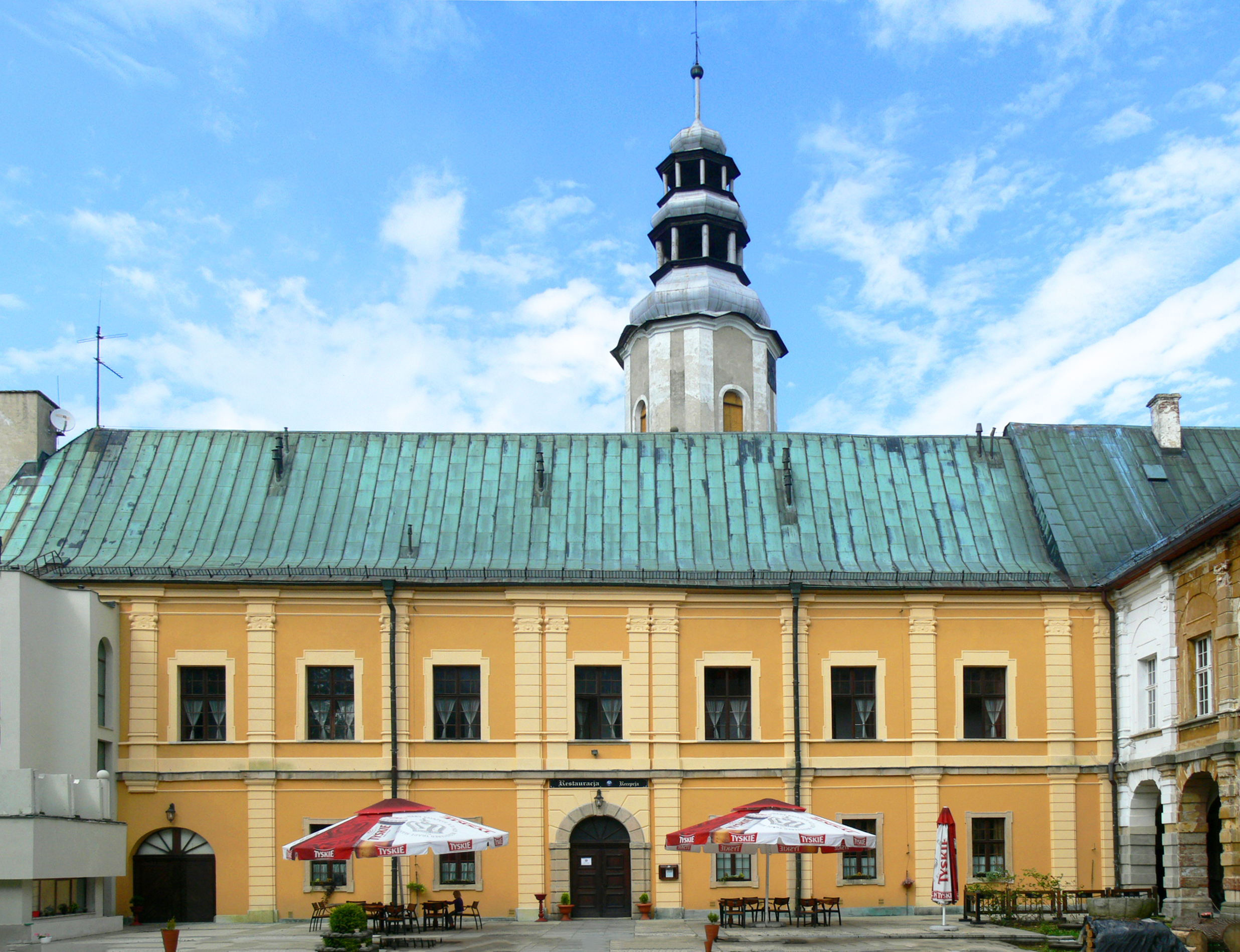
Замковый двор
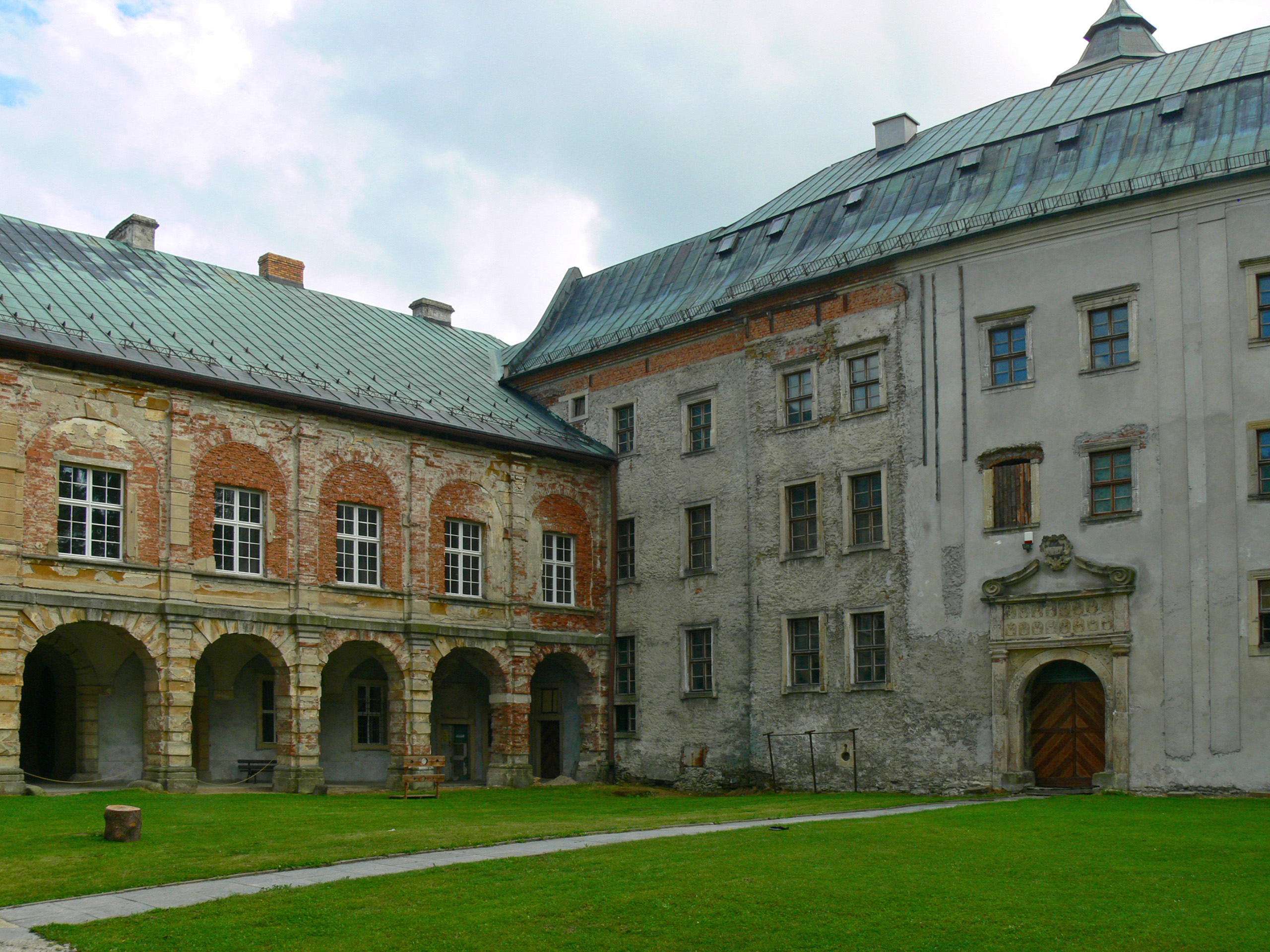
Замковый двор
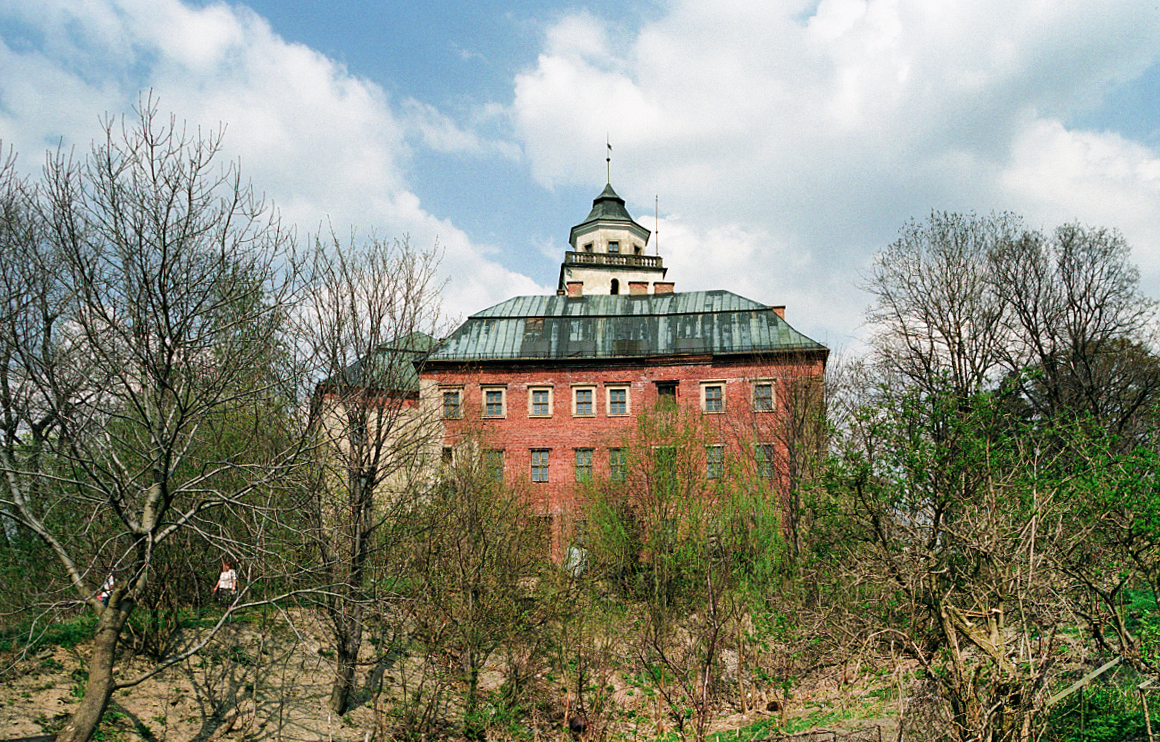
Вид замка из парка